# Sing-tchaj
Sing-tchaj (čínsky pchin-jinem Xíngtái, znaky 邢台) je městská prefektura v Čínské lidové republice patřící do provincie Che-pej.
Celá prefektura má rozlohu 12 434 čtverečních kilometrů a v roce 2020 v ní žilo přes sedm milionu lidí.

## Poloha
Sing-tchaj leží na jihu provincie Che-pej. Hraničí na severu s prefekturami Š’-ťia-čuang a Cheng-šuej, na východě s provincií Šan-tung, na jihu s prefekturou Chan-tan a na západě s provincií Šan-si.

## Dějiny
Sing-tchaj byl hlavním městem během části vlády dynastie Šang. Během vlády dynastie Čou zde byl založen stát Sing, od nějž je odvozeno dnešní jméno města. Během Období válčících států byl Sing-tchaj dočasným hlavním městem pro království Čao. V době vlády dynastie Čchin byl Sing-tchaj většinu doby znám jako Sin-tu, ale po bitvě u Ťü-lu v roce 207 před naším letopočtem byl přejmenován na Siang-kuo.
Za vlády dynastií Suej a Tchang byl Sing-tchaj znám pod jménem Sing-čou.
Za vlády dynastií Jüan, Ming a Čching byl znám pod jménem Šun-te-fu.

## Správní členění
Městská prefektura Sing-tchaj se člení na osmnáct celků okresní úrovně, a sice čtyři městské obvody, dva městské okresy a dvanáct okresů. 
| Sin-tu Siang-tu Žen-ce Nan-che městský okres · Nan-kung městský okres · Ša-che okres · Lin-čcheng okres · Nej-čchiou okres · Paj-siang okres · Lung-jao okres · Ning-ťin okres · Ťü-lu okres · Sin-che okres · Kuang-cung okres · Pching-siang okres · Wej okres · Čching-che okres · Lin-si |        |                       |             |                                         |
| Název | Název  | Počet obyvatel (2020) | Rozloha km² | Hustota zalidnění (obyv. na km²) (2020) |
| český přepis | znaky  | Počet obyvatel (2020) | Rozloha km² | Hustota zalidnění (obyv. na km²) (2020) |
| Městské obvody |        |                       |             |                                         |
| Sin-tu | 信都区 | 798 770               | 1 892       | 422                                     |
| Siang-tu | 襄都区 | 540 533               | 2235        | 2 407                                   |
| Žen-ce | 任泽区 | 342 869               | 432         | 794                                     |
| Nan-che | 南和区 | 350 384               | 407         | 861                                     |
| Městské okresy |        |                       |             |                                         |
| Nan-kung | 南宫市 | 296 718               | 857         | 463                                     |
| Ša-che | 沙河市 | 500 022               | 970         | 515                                     |
| Okresy |        |                       |             |                                         |
| Lin-čcheng | 临城县 | 199 793               | 778         | 257                                     |
| Nej-čchiou | 内丘县 | 2258 260              | 782         | 330                                     |
| Paj-siang | 柏乡县 | 168 761               | 263         | 642                                     |
| Lung-jao | 隆尧县 | 480 447               | 747         | 744                                     |
| Ning-ťin | 宁晋县 | 745 389               | 1 114       | 669                                     |
| Ťü-lu | 巨鹿县 | 346 007               | 635         | 545                                     |
| Sin-che | 新河县 | 134 095               | 362         | 370                                     |
| Kuang-cung | 广宗县 | 280 603               | 510         | 550                                     |
| Pching-siang | 平乡县 | 323 675               | 402         | 804                                     |
| Wej | 威县   | 496 230               | 1 012       | 490                                     |
| Čching-che | 清河县 | 421 582               | 501         | 841                                     |
| Lin-si | 临西县 | 326 968               | 545         | 600                                     |
| |        |                       |             |                                         |
| Celkem | Celkem | 7 111 106             | 12 434      | 572                                     |